# Милорадов, Пётр Владимирович
Пётр Владимирович Милорадов (5 ноября 1959, с. Спасская Губа, Карельская АССР, РСФСР, СССР) — советский биатлонист, чемпион мира 1983 года, заслуженный мастер спорта СССР (1983).

## Биография
Родился в многодетной крестьянской семье.
Биатлоном начал заниматься в годы учёбы в Петрозаводском педагогическом училище (первый тренер — Сергей Богданов).
Службу в армии проходил в спортивной роте Северного флота.
В 1981 году был приглашён в сборную СССР.
Оставил большой спорт в 1991 году, работал тренером в спортклубе Северного флота.,
Спортивная карьера
Шестикратный чемпион СССР.
Звёздным часом Петра Милорадова стал чемпионат мира 1983 в Антерсельве, когда он выиграл золотую медаль вместе с эстафетной четверкой, а также был лучшим в советской команде в индивидуальной гонке (4 место) и спринте (5 место).